# دين اندروز
دين اندروز (بالإنجليزية: Dean Andrews)‏ هو ممثل بريطاني، ولد في 6 أغسطس 1963 في المملكة المتحدة.

## وصلات خارجية
- دين اندروز على موقع IMDb (الإنجليزية)
- دين اندروز على موقع ألو سيني (الفرنسية)
- دين اندروز على موقع أول موفي (الإنجليزية)
- دين اندروز على موقع قاعدة بيانات الأفلام السويدية (السويدية)
- دين اندروز على موقع قاعدة بيانات الفيلم (الإنجليزية)
- دين اندروز على موقع كينوبويسك (الروسية)